# Borrello d'Agnone
Borrello d'Agnone (prima metà XIII secolo – Teano, 18 ottobre 1258) è stato un nobile italiano, conte di Agnone e Lesina e signore di Monte Sant'Angelo.

## Biografia
Scarsissime e frammentarie sono le notizie sulla biografia di Borrello d'Agnone. Appartenente alla famiglia nobile degli Agnone, visse nel XIII secolo. Nulla si sa sulla sua giovinezza, mentre in età adulta si schierò con i sovrani Federico II e Corrado IV di Svevia contro Manfredi di Svevia. Sempre contro quest'ultimo che gli aveva tuttavia restituito la contea di Agnone perduta in precedenza, ottenne nel 1253 da papa Innocenzo IV i titoli di conte di Lesina e di signore dell'onore di Monte Sant'Angelo, titolo «che mai declinò da personaggio che non fosse di sangue regio», definizione che documenta chiaramente la sua diretta parentela con la casata imperiale degli Hohenstaufen. Ciò portò ad un acceso scontro tra il re e il papa, il tutto mentre Borrello si preparava a prendere possesso della contea. La situazione peggiorò con papa Alessandro IV, che offrì a Borrello la corona del Regno di Sicilia. Il 18 ottobre 1258 a Teano Borrello perse la vita in un agguato teso da lui stesso a Manfredi, intento a ricongiungere il suo esercito con quello di Bertoldo di Hohenburg, il quale si liberava così di un personaggio scomodo. Borrello d'Agnone aveva avuto tre figli: Ruggero, arcivescovo di Siponto, Benedetto e Riccardo. Usava portare uno stemma d'azzurro alle due chiavi d'oro addossate e poste in palo e seminate di gigli dello stesso.